# Камерун
Камеру́н (фр. Cameroun, англ. Cameroon), офіційно Респу́бліка Камеру́н (фр. République du Cameroun, англ. Republic of Cameroon) — держава в Центральній Африці, що межує на північному заході з Нігерією, на північному сході з Чадом, на сході з Центральноафриканською Республікою, на півдні з Республікою Конго, Габоном і Екваторіальною Гвінеєю, з заходу омивається Атлантичним океаном — затокою Біафра (східною частиною Гвінейської затоки). Загальна протяжність берегової лінії становить 320 км.
Камерун унікальний тим, що на  території республіки є як вологі екваторіальні ліси на півдні, так і напівпустелі на півночі. Клімат на півдні екваторіальний, жаркий і вологий, на півночі — екваторіально-мусонний.

## Географія

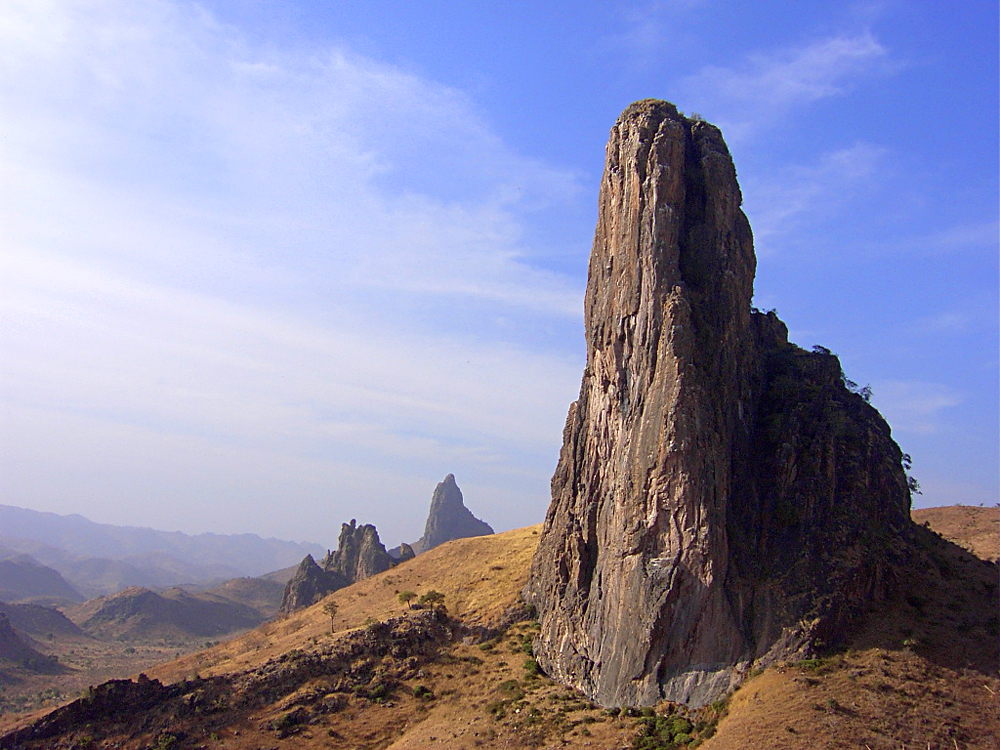
Вулканічний нек у Камеруні

Камерун, що займає 475 442 км², є 53-ю за площею країною в світі. Це трохи більше, ніж Швеція або штат Каліфорнія; країну можна порівняти за розмірами з Папуа Новою Гвінеєю.
Камерун розділений на п'ять основних географічних зон, що відрізняються домінуючими фізичними, кліматичними та рослинними особливостями.
Прибережна рівнина простягається на 15 — 150 кілометрів вглиб країни від Гвінейської затоки і має середню висоту 90 метрів. Клімат надзвичайно спекотний і вологий з коротким сухим сезоном. Цей прибрежний пояс густо вкритий лісами і охоплює деякі з найвологіших місць на землі, у тому числі частину прибережних лісів Крос-Санага-Біоко.
Південно-Камерунське плато піднімається від прибережної рівнини в середньому до висоти 650 метрів над рівнем моря. Екваторіальний тропічний ліс домінує в цьому регіоні, хоча чергування вологого і сухого сезонів робить його менш вологим, ніж на узбережжі. Плато є частиною екорегіону атлантичних екваторіальних прибережних лісів.
Нерегулярний ланцюг гір, пагорбів і плато, відомий як хребет Камеруну, простягається від вулкану Камерун на узбережжі (4040 метрів над рівнем моря, найвища вершина країни) майже до озера Чад на північному кордоні Камеруну. В цьому регіоні м'який клімат, особливо на Західному Високому плато, хоча кількість опадів велика. Його ґрунти є одними з найродючіших в Камеруні, особливо навколо вулкану Камерун. У результаті вулканічної діяльності тут утворилися кратерні озера. 21 серпня 1986 року одне з них, озеро Ніос, викинуло хмару вуглекислого газу і вбило від 1700 до 2000 осіб. Ця область була визначена Всесвітнім фондом дикої природи як лісовий екорегіон Камерунського нагір'я.
Південне плато піднімається на північ до трав'янистого, порізаного плато Адамауа. Це плоскогір'я формує бар'єр між північчю і півднем країни. Його середня висота становить 1100 метрів [100], а його середня температура коливається від 22 °C до 25 °C з високим рівнем опадів у період з квітня по жовтень, що досягає максимуму в липні і серпні.
Північна рівнинна область простягається від краю плато Адамауа до озера Чад з середньою висотою від 300 до 350 метрів. Її характерна рослинність — чагарники і трави. Це посушливий регіон з рідкісними опадами і високими середніми температурами.
Головна річка країни — Санга. На півночі савани, на півдні країни тропічні ліси (бл. 30 % площі країни).
Річки Камеруну рясніють порогами і водоспадами, тому непридатні для судноплавства. Виняток становлять гирла великих річок, а також річки Бенуе і Шарі.

## Історія

### Нова історія
Камерун був німецькою колонією з 1884 року; під час Першої світової війни країна була захоплена союзними силами і поділена між Великою Британією і Францією.

### Новітня історія
Французький Камерун отримав незалежність в 1960; південна частина Англійського Камеруну приєдналася до французької в 1961 (північна частина об'єдналася з Нігерією). Нова конституція проголосила Камерун єдиною державою, утворилася Об'єднана Республіка Камерун (1972), 1984 року перейменована на Республіку Камерун. 1991 року сталися деякі конституційні зміни; правляча партія демократичний Союз Народу Камеруну перемогла на перших за 28 років багатопартійних виборах 1992 року.

## Економіка

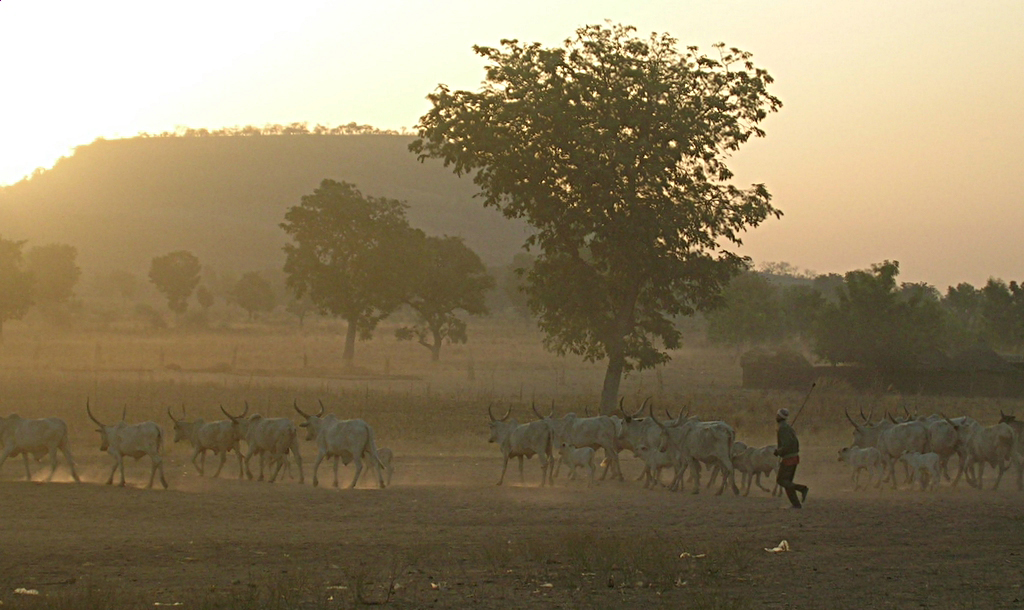
Пастух з племені фульбе зі своїм стадом у північному Камеруні

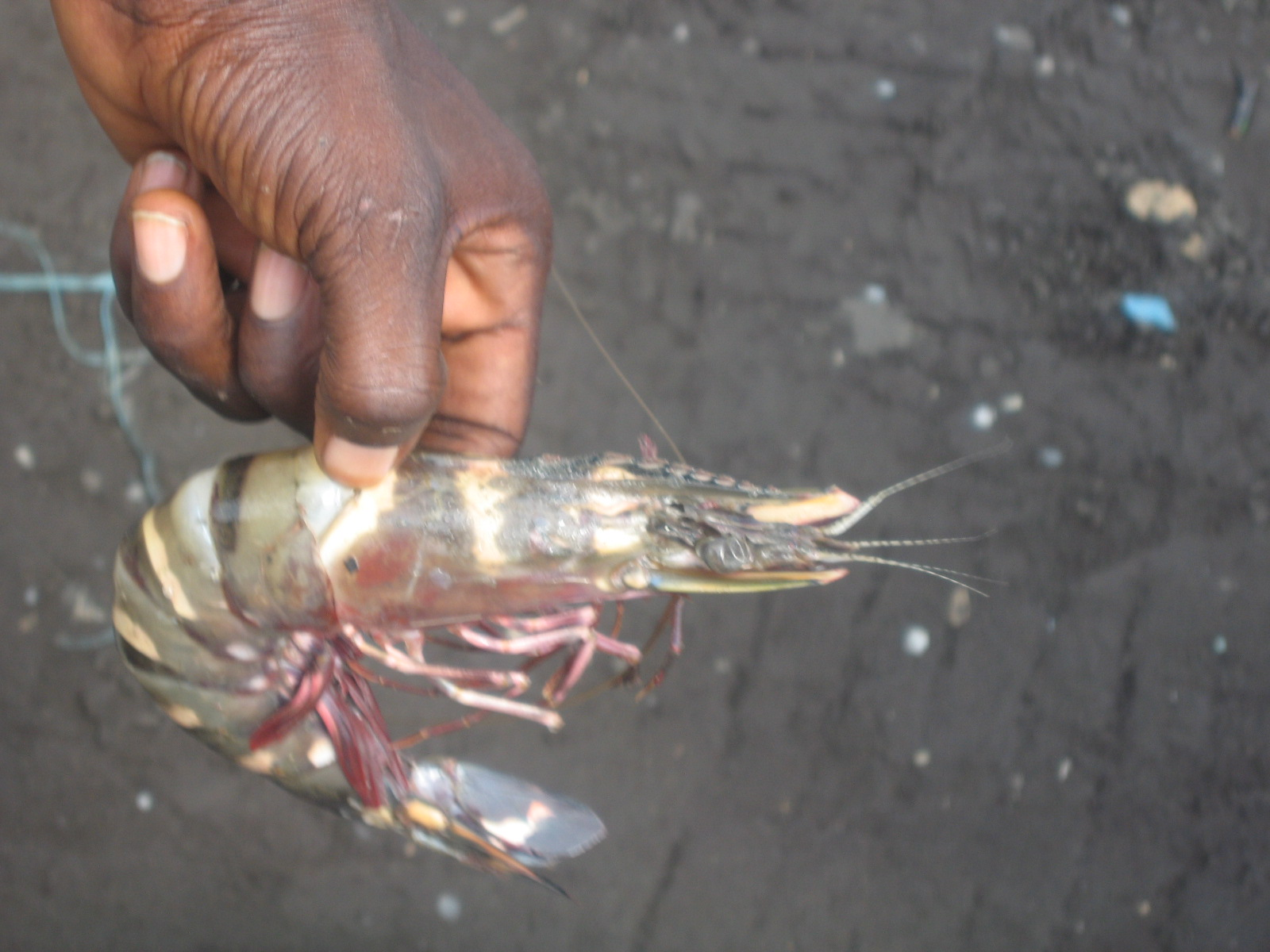
Рибальство — важлива галузь промисловості Камеруну. Португальські дослідники у 15 столітті віднайшли креветки у такій кількості, що назвали територію Rio dos Camarões («Річка креветок»), звідки й походить назва країни. Цю креветку було впіймано в Лімбе в 2007 році.

Камерун — аграрно-індустріальна країна, що розвивається. Основні галузі промисловості: нафтова та нафтопереробна, деревообробна, алюмінієві та цементні заводи, текстильна. Транспорт — залізничний і автомобільний, морський. Морські порти: Дуала та Крібі. Річковий порт — Гаруа.

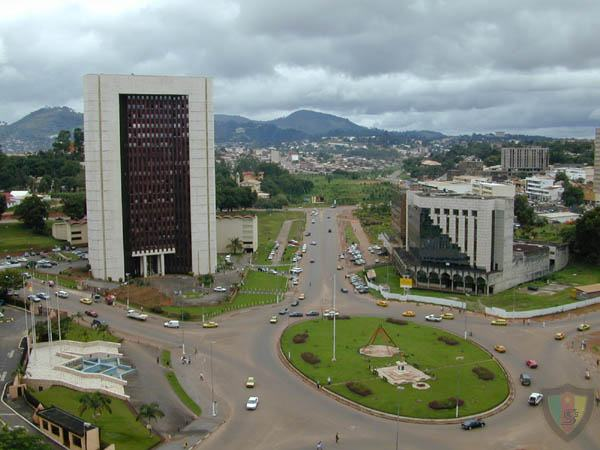
Яунде

За даними Індексу економічної свободи (2001): ВВП — $ 9,2 млрд. Темп зростання ВВП — 5 %. ВВП на душу населення — $ 646. Прямі закордонні інвестиції — $ 95,5 млн. Імпорт (обладнання, автомобілі, нафтопродукти, побутова техніка, продовольство) — $ 2,4 млрд (г.ч. Франція –25 %; Нігерія — 8,5 %; США — 8,5 %, Німеччина — 6,4 %). Експорт (нафта і нафтопродукти, ліс, алюміній, какао, кава, бавовна) — $ 2,5 млрд (г.ч. Італія — 25,4 %; Іспанія — 20,4 %; Франція — 16 %; Нідерланди — 7 %). Нафтопродукти складають понад половину всього експорту, другим важливим експортним продуктом є лісоматеріали.
Промисловість включає добувну галузь, будівництво і ремесла, становить біля п'ятої частини всього ВВП, але використовує менше число робітників, ніж інші сектори економіки. Станом на кінець ХХ ст. промисловість Камеруну орієнтована на переробку сировини. Діє великий алюмінієвий комбінат «АЛЮКАМ», розташований в Едеа (працює на привізній сировині з Ґвінеї). У країні діють целюлозно-паперова фабрика, хімічна фабрика, що використовує місцеву сировину (каучуковий сік гевеї), завод добрив, шкіряний завод, декілька підприємств легкої і харчової промисловості, завод по виробництву будматеріалів, нафтопереробний завод в Лімбе. Виробництво деревини майже повністю орієнтоване на експорт. Щорічно виробляють бл. 2 млн м³ деревини, переважно цінних порід. У самому Камеруні ліс використовується переважно як паливо (невелика частка деревини використовується в місцевому будівництві).
Місцева електростанція в Едеа забезпечує майже весь Камерун електроенергією, причому місцевий алюмінієвий комбінат споживає майже половину енергії, що виробляється. Виробництво електроенергії: 2.6 млрд кВт·год на рік.
Експорт: кокоси, кава, банани, бавовна, лісоматеріали, каучук, земляні горіхи, золото, алюміній, сира нафта.

## Адміністративний поділ

Адміністративний поділ Камеруну

Камерун поділяється на 10 регіонів (фр. régions). Регіони утворюють території 58 департаментів (фр. départements). Департаменти поділяються на 327 комун (фр. communes).
| № на мапі | Регіон            | Адм. центр | Площа, км² | Населення, чол. (2007) | Щільність, чол./км² |
| --------- | ----------------- | ---------- | ---------- | ---------------------- | ------------------- |
| 1         | Адамауа           | Нгаундере  | 63 701     | 838 689                | 13,17               |
| 2         | Центральний       | Яунде      | 68 953     | 2 797 212              | 40,57               |
| 3         | Східний           | Бертуа     | 109 002    | 875 949                | 8,04                |
| 4         | Крайній північний | Маруа      | 34 263     | 3 142 883              | 91,73               |
| 5         | Прибережний       | Дуала      | 20 248     | 2 294 540              | 113,32              |
| 6         | Північний         | Гаруа      | 66 090     | 1 409 445              | 21,33               |
| 7         | Північно-Західний | Баменда    | 17 300     | 2 095 538              | 121,13              |
| 8         | Південний         | Еболова    | 47 191     | 633 082                | 13,42               |
| 9         | Південно-Західний | Буеа       | 25 410     | 1 419 269              | 55,85               |
| 10        | Західний          | Бафусам    | 13 892     | 2 269 136              | 163,34              |
|           | Всього            |            | 466 050    | 17 775 743             | 38,14               |

## Мови
Офіційними мовами є англійська та французька; найпоширеніша французька (більш 80%).  На територіях, що раніше належали Британії, мовою спілкування є Камерунський піджин. З середини 1970-х років XX століття в міських центрах набирає популярність суміш англійської, французької та піджина під назвою Camfranglais .  Уряд заохочує двомовність англійською і французькою мовами, тому офіційні урядові документи, нове законодавство і бюлетені для голосування, серед іншого, пишуться і надаються на обох мовах. В рамках ініціативи по заохоченню двомовності в Камеруні шість з восьми університетів країни повністю двомовні.
Крім колоніальних мов, близько 20 мільйонів камерунців говорять приблизно на 250 інших мовах  . Саме тому Камерун вважається однією з найрізноманітніших за мовою країн в світі  .
У 2017 році почалися масові протести англофонів проти передбачуваного гноблення з боку франкофонів. Проти учасників протесту було кинуто військо, що призвело до людських жертв; сотні були ув'язнені і тисячі втекли з країни. Конфлікт отримав назву англомовна криза.

## Міста
Докладніше: Міста Камеруну

## Політика

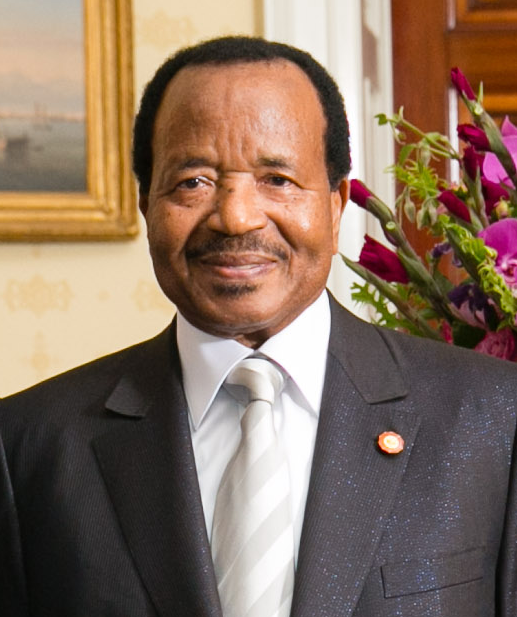
Президент Камеруну з 1989 року Поль Бійя

Камерун є членом Митного і економічного союзу Центральної Африки (ЮДЕАК), Організації Африканської Єдності і ООН, а також Співдружності, яку очолює Велика Британія.
Камерун застосовує стриманий, суперечливий підхід до зовнішніх відносин, рідко критикуючи дії інших країн. Активний учасник Організації Об’єднаних Націй, Камерун визнаний своєю підтримкою у підтримці миру, прав людини, охорони навколишнього середовища та економічного прогресу країн третього світу та країн, що розвиваються. Незважаючи на те, що він все ще бореться зі спорадичними нападами Боко Харама, Камерун добре ладнає зі своїми африканськими сусідами, США та Європейським Союзом.

## Міжнародні відносини

### Відносини з Україною
Дипломатичні відносини з Україною встановлено 21 листопада 1993 року.

## Населення
15 мільйонів населення Камеруну складають понад 130 етнічних груп, серед яких найбільші за чисельністю — бамілеке, банту, кірді, фанг, дуала і фульбе. Поліетнічна країна, численні народи говорять 260 мовами, діалектами і говорами (50 із них мають писемність). Етнічний склад африканського населення: нагірні банту або бамілеке (бамілеке, бамун, мета, янбаса та інш.), екваторіальні банту або беті-фанг (беті, булу, евондо та інш.), кірди (масі, мусгу та інш.), фульбе, прибережні банту (басса, дуала та інш.), негрські банту (вуте, намші та інш.), а також канурі, котоко, пігмеї і хауса. Неафриканське населення (європейці, араби-шоа та інш.) становить менше від 1 %.
Середня густота населення — 33,1 осіб на 1 кв. км. Народжуваність — 35,08 на 1000 осіб, смертність — 15,34 на 1000 ос. Дитяча смертність — 69,18 на 1000 новонароджених. 42 % населення — діти у віці до 14 років. Жителі старше за 65 років становлять 3,2 %.
Міське населення (48 %), крім столиці, зосереджене в Дуала (1,24 млн осіб), Бафусам, Гаруа, Маруа, Фумбан та інш. Камерун — один з найбільших у Тропічній Африці експортерів мігрантів.
58 % населення — християни (більшість — католики), 35 % — мусульмани, 7 % — прихильники традиційних африканських вірувань (анімалізм, фетишизм, культ предків і сил природи та інш.).

## Спорт
Найбільше з видів спорту в Камеруні розвинений футбол. Збірна Камеруну з футболу 5 - разовий чемпіон Африки. Є кілька сильних футбольних клубів. З 1964 р. Камерун бере участь у Літніх Олімпійських Іграх, був також учасником Зимових Олімпійських Ігор.
Спортсмени Камеруну беруть участь в загальноафриканських спортивних змаганнях та світових спортивних чемпіонатах.